# راي هدسون
راي هدسون (بالإنجليزية: Ray Hudson)‏ (24 مارس 1955 غيتسهيد المملكة المتحدة - ) هو لاعب كرة قدم بريطاني يلعب كلاعب وسط.